# Conopea fidelis
Conopea fidelis is een zeepokkensoort uit de familie van de Balanidae. De wetenschappelijke naam van de soort is voor het eerst geldig gepubliceerd in 2013 door Carrison-Stone, Van Syoc, Williams & Simison.